# 陸志豪 (澳門)
陸志豪（英語：Sixtycents，1993年5月11日—），藝名六毫子，澳門人。是微辣Manner的創辦人兼首席執行官。自從前微辣職員劉靜儀自殺去世，他因被指有份曾對劉作出恐嚇和騷擾而被網上輿論指控，備受斥責，至今仍未止息。

## 個人經歷
陸志豪自13歲起開始學習魔術，14歲拿下澳門魔術節近距離魔術大賽冠軍，自小古靈精怪及喜歡冒險的性格，加上七間學校的背景，豐富了他的人生。以「小人物成就大事」為理念，於2013年，20歲的他輟學創業，以僅僅兩萬元的資金，製作了第一條創作影片，並於同年8月創辦微辣文化。
他所領導的「微辣」已成爲澳門极具影響力的自媒體，目前團隊人數過百人，同時亦是全球最受歡迎的廣東話頻道之一，粉絲來自澳門、香港、中國內地、台灣、馬來西亞等地區，總粉絲數量超過1000萬，影片累積點擊量高達30億。
另外，陸志豪自述其曾經輟學3次、轉校7次。

## 所獲獎項
- 澳門魔術節 近距離魔術大賽 冠軍

- 2017年澳門青年企業家大獎[14]

- 2018年亞洲華人領袖獎[15]

## 作詞作品
- MIRROR - 12（與余日合填）
- 劉蘊晴 - 孤單心事
- 彭永琛 - 孤單心事 (男生回應版)
- 劉蘊晴 - 追光者
- 劉蘊晴、彭永琛 - 雲煙成雨
- 劉蘊晴 - 離別之前
- 劉蘊晴 - 粉雪
- 馬檇鏗 - 後來的我們
- 馬檇鏗 - 陌生人
- 馬檇鏗 - 小小戀歌
- 馬檇鏗 - 我可以

## 爭議
他的微辣集團前下屬阿晶自殺前寫了篇公開遺書，説六毫子動用公司員工和其他“兄弟”的力量恐嚇她，所以不少網民駡他要為她的死負責。六毫子公開否認這些指控，又説自己沒動用黑社會幹壞事。網民對此大體不買賬並估計他在為公司恢復業務試水温。阿晶母親也寫了封公開信嚴辭反駁。
2023年8月29日，網紅桑子用Instagram直播時展示一張微信對話截圖，圖片中顯示陸志豪聲稱考慮找人去砍他；其真偽不明。